# جنطيانا بيضاء
جنطيانا بيضاء أو كوشاد أبيض (الاسم العلمي: Gentiana alba) هو نوع من النباتات يتبع جنس الجنطيانا من فصيلة الجنطيانية.

## انظر أيضا

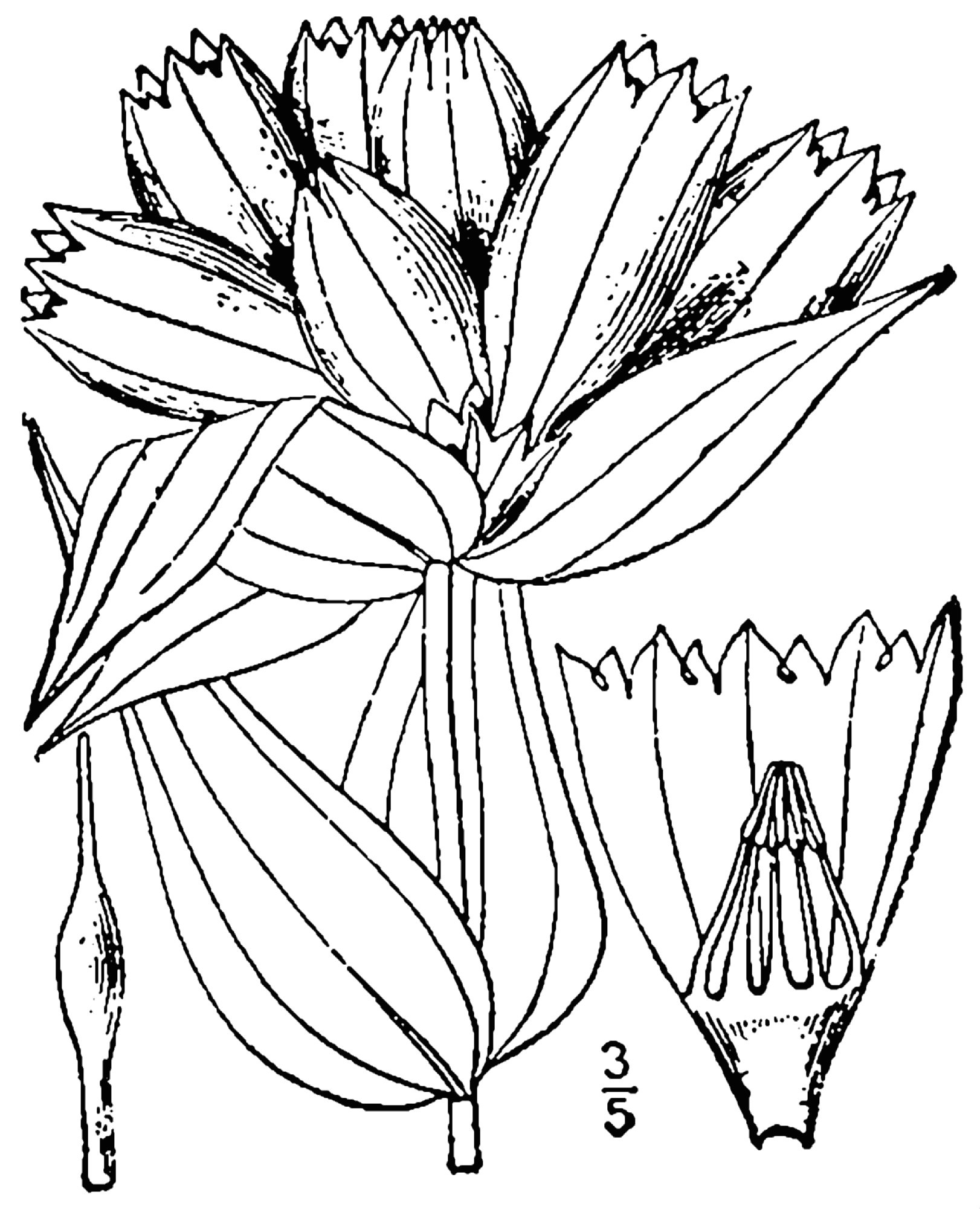